# ام. جی. فین
ام. جی. فین (انگلیسی: M.G. Finn؛ زادهٔ ۲۳ اکتبر ۱۹۵۸) شیمیدان اهل ایالات متحده آمریکا است. عمده شهرت وی به دلیل معرفی مفهوم کلیک شیمی در سنتز شیمیایی است.